# Rue Beaunier
Pour les articles homonymes, voir Beaunier.
La rue Beaunier est une voie du 14e arrondissement de Paris située dans le quartier du Petit-Montrouge.

## Origine du nom
La voie rend hommage à M. Beaunier, un intendant militaire du Premier Empire.

## Historique
Alors située sur la commune de Montrouge, cette voie existait entre les rues de la Tombe-Issoire et du Père-Corentin sous le nom de « rue de la Paix ».

En 1868 elle est prolongée entre les rue du Père-Corentin et avenue d'Orléans sous le nom de « rue Beaunier ».
 
Par décret du 10 novembre 1873 la « rue de la Paix » et la « rue Beaunier » sont réunies sous le nom de « rue Beaunier ».
En 1881, la « rue Beaunier »  est prolongée entre l'avenue d'Orléans et l'avenue de Châtillon puis, par arrêté du 30 août 1884 cette partie en est détachée et prend le nom de rue de Coulmiers. 
Par arrêté du 14 août 1934 la section de la rue située entre la rue de la Tombe-Issoire et l'avenue Reille prend le nom de place Jules-Hénaffe.
La rue présente un bâti relativement hétérogène avec des immeubles de tailles variées, des villas, des maisons de ville et un petit château.

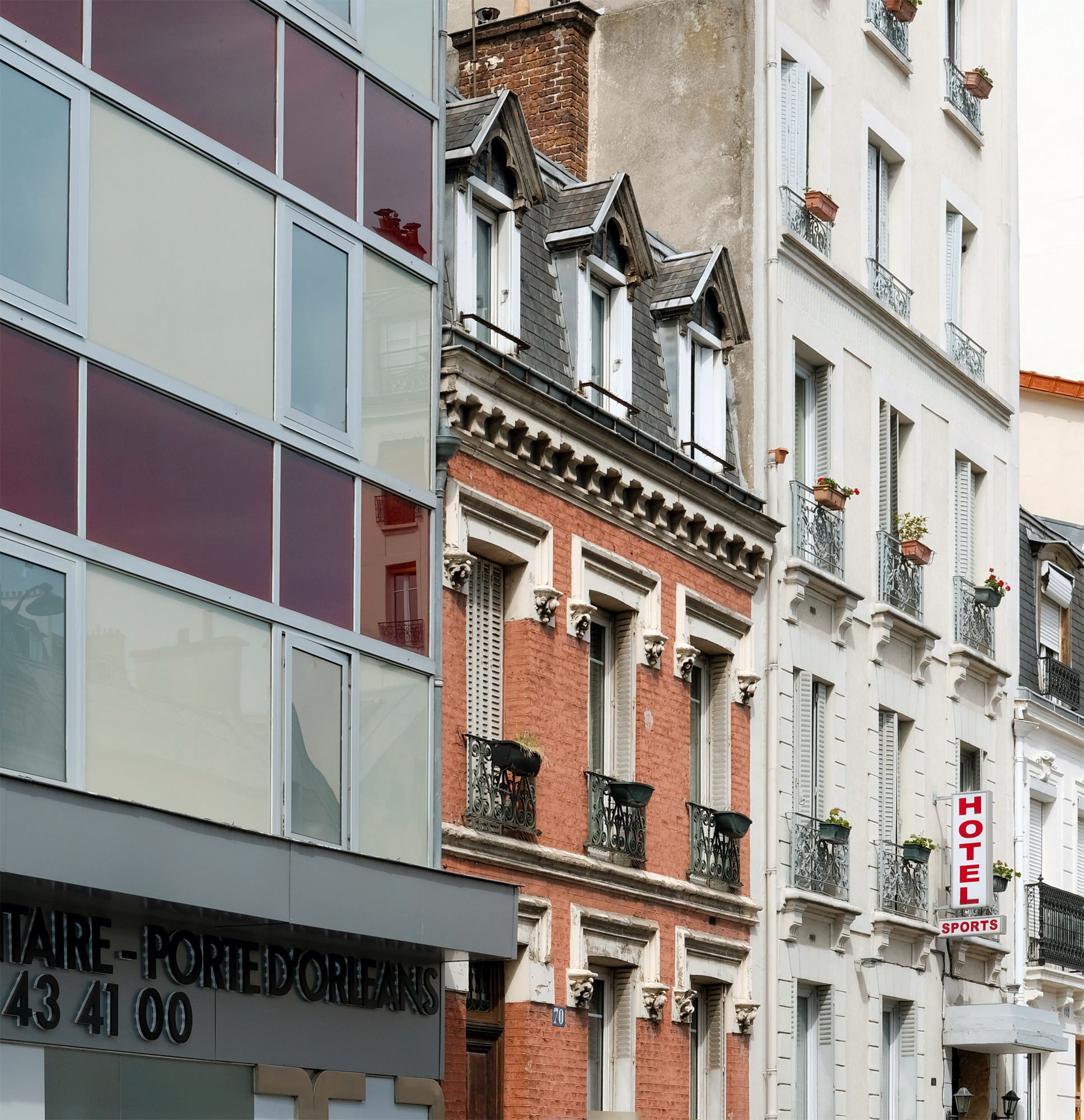
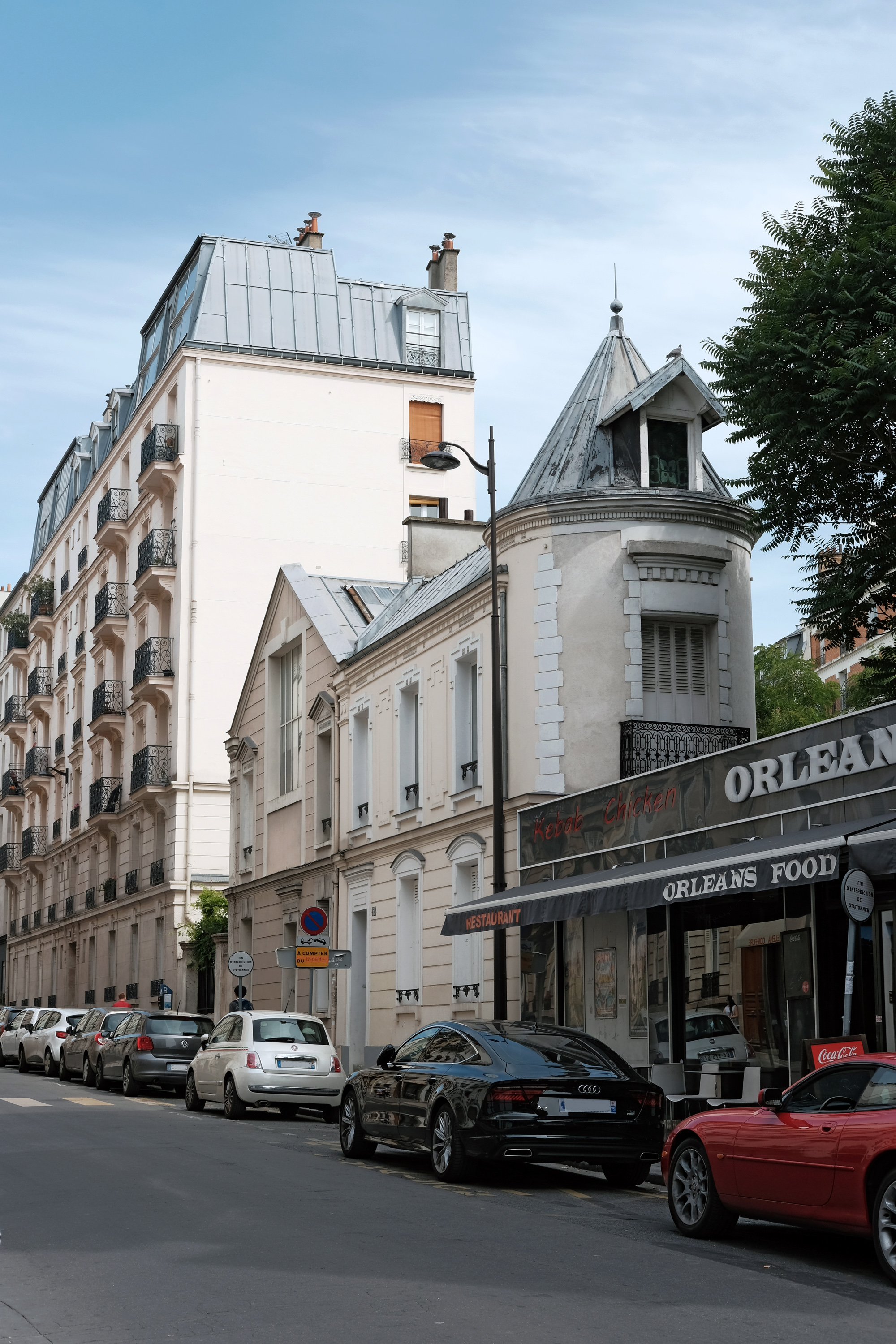

## Bâtiments remarquables et lieux de mémoire

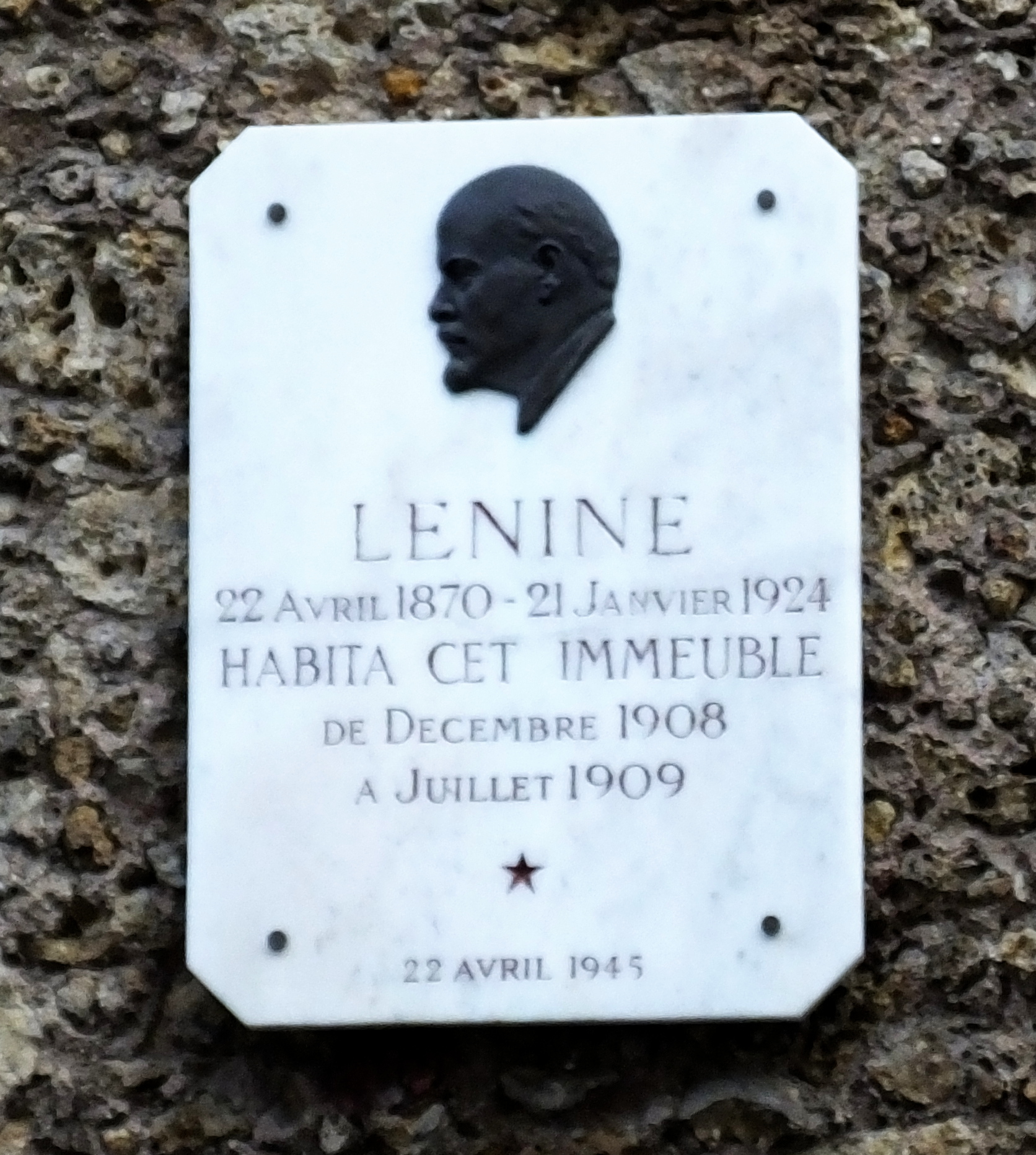
Plaque au no 24.

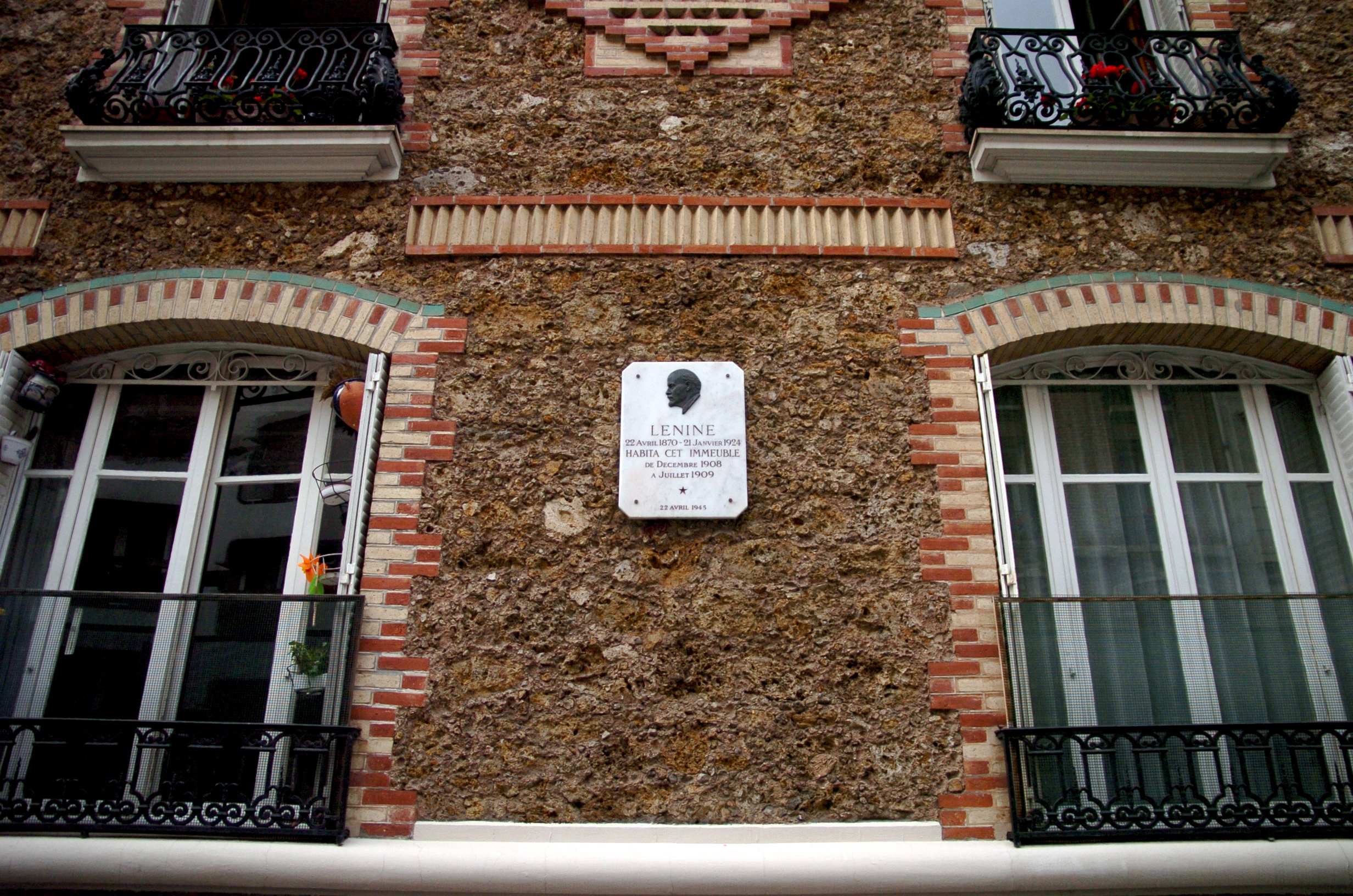
Plaque au 24 rue rue Beaunier rappelant la présence de Lénine dans l'immeuble en 1908/1909.

C’est au no 24, rue Beaunier, qu’ont vécu Lénine, lors de son séjour à Paris, avant de déménager non loin de là, au 4, rue Marie-Rose et le poète, romancier et critique littéraire français dont l'œuvre tout entière célèbre la Bretagne, Charles Le Goffic. À cette époque est également fondée en 1910 au no 3, l'Imprimerie Union, par les émigrés russes Volf Chalit et Dimitri Snégaroff, avant son déménagement en 1913 pour le boulevard Saint-Jacques,.